# Lista de países por riqueza total

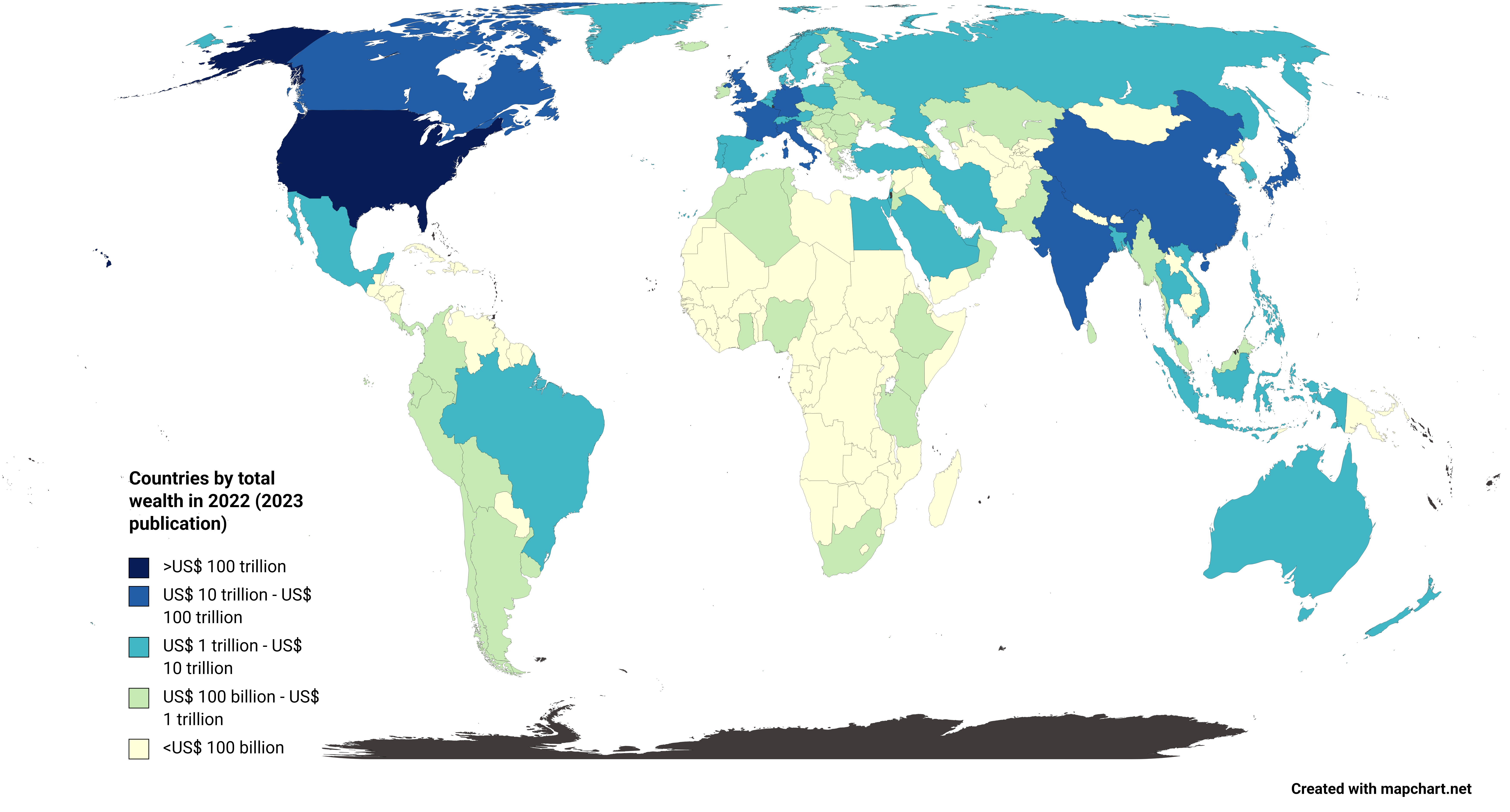
Países por riqueza total (bilhões de dólares), Credit Suisse 2018.

A riqueza líquida nacional, também conhecida como patrimônio líquido nacional, é a soma total do valor dos ativos de uma nação menos seus passivos. Refere-se ao valor total da riqueza líquida possuída pelos cidadãos de uma nação em um ponto definido no tempo. Este número é um indicador importante da capacidade de uma nação de assumir dívidas e sustentar gastos e é influenciado não apenas pelos preços dos imóveis, preços do mercado acionário, taxas de câmbio, passivos e incidência em um país da população adulta, mas também recursos humanos, recursos naturais e de capital e avanços tecnológicos, que podem criar novos ativos ou tornar outros inúteis no futuro. O componente mais significativo, de longe, entre as nações mais desenvolvidas é comumente relatado como riqueza líquida ou valor agregado doméstico e reflete o investimento em infraestrutura. A riqueza nacional pode flutuar, como evidenciado nos dados dos Estados Unidos após a crise financeira de 2008 e a subsequente recuperação econômica. Durante os períodos em que os mercados de ações tiveram um forte crescimento, a riqueza nacional e per capita relativa dos países em que as pessoas estão mais expostas nesses mercados, como os Estados Unidos e o Reino Unido, tendem a aumentar. Por outro lado, quando os mercados acionários estão deprimidos, a riqueza relativa dos países em que as pessoas investem mais em imóveis ou títulos, como a França e a Itália, tendem a aumentar.

## Lista de países por riqueza total
| Posição | País/região geográfica | Riqueza total (bilhões de USD) |
| ------- | ---------------------- | ------------------------------ |
| —       | Mundo                  | 317.084                        |
| —       | América do Norte       | 106.513                        |
| —       | Ásia                   | 105.946                        |
| 1       | Estados Unidos         | 98.154                         |
| —       | Europa                 | 85.402                         |
| 2       | China                  | 51.874                         |
| 3       | Japão                  | 23.884                         |
| 4       | Alemanha               | 14.499                         |
| 5       | Reino Unido            | 14.209                         |
| 6       | França                 | 13.883                         |
| 7       | Itália                 | 10.569                         |
| —       | Oceania                | 8.615                          |
| 8       | Canadá                 | 8.319                          |
| —       | América Latina         | 8.055                          |
| 9       | Austrália              | 7.577                          |
| 10      | Espanha                | 7.152                          |
| 11      | Coreia do Sul          | 7.107                          |
| 12      | Índia                  | 5.972                          |
| 13      | Taiwan                 | 4.065                          |
| 14      | Suíça                  | 3.611                          |
| 15      | Países Baixos          | 3.357                          |
| 16      | Bélgica                | 2.776                          |
| —       | África                 | 2.553                          |
| 17      | Brasil                 | 2.464                          |
| 18      | Rússia                 | 2.240                          |
| 19      | Suécia                 | 1.920                          |
| 20      | México                 | 1.729                          |
| 21      | Áustria                | 1.637                          |
| 22      | Hong Kong              | 1.523                          |
| 23      | Indonésia              | 1.518                          |
| 24      | Singapura              | 1.289                          |
| 25      | Dinamarca              | 1.276                          |
| 26      | Noruega                | 1.181                          |
| 27      | Nova Zelândia          | 1.010                          |
| 28      | Turquia                | 1.010                          |
| 29      | Arábia Saudita         | 977                            |
| 30      | Grécia                 | 975                            |
| 31      | Polónia                | 974                            |
| 32      | Israel                 | 941                            |
| 33      | Portugal               | 916                            |
| 34      | Chile                  | 819                            |
| 35      | Irlanda                | 806                            |
| 36      | África do Sul          | 786                            |
| 37      | Finlândia              | 697                            |
| 38      | Emirados Árabes Unidos | 684                            |
| 39      | Colômbia               | 616                            |
| 40      | Malásia                | 598                            |
| 41      | Tailândia              | 525                            |
| 42      | Chéquia                | 524                            |
| 43      | Filipinas              | 518                            |
| 44      | Peru                   | 467                            |
| 45      | Paquistão              | 422                            |
| 46      | Argentina              | 345                            |
| 47      | Roménia                | 317                            |
| 48      | Vietname               | 307                            |
| 49      | Hungria                | 294                            |
| 50      | Kuwait                 | 278                            |
| 51      | Irão                   | 272                            |
| 52      | Iraque                 | 272                            |
| 53      | Catar                  | 265                            |
| 54      | Bangladesh             | 240                            |
| 55      | Marrocos               | 216                            |
| 56      | Líbia                  | 252                            |
| 57      | Argélia                | 241                            |
| 58      | Egito                  | 212                            |
| 59      | Luxemburgo             | 188                            |
| 60      | Eslováquia             | 151                            |
| 61      | Omã                    | 144                            |
| 62      | Líbano                 | 140                            |
| 63      | Nigéria                | 139                            |
| 64      | Islândia               | 138                            |
| 65      | Bulgária               | 138                            |
| 66      | Eslovênia              | 133                            |
| 67      | Croácia                | 120                            |
| 68      | Tunísia                | 120                            |
| 69      | Equador                | 116                            |
| 70      | Costa Rica             | 111                            |
| 71      | Angola                 | 102                            |
| 72      | Uruguai                | 97                             |
| 73      | Chipre                 | 91                             |
| 74      | Sri Lanka              | 82                             |
| 75      | Panamá                 | 77                             |
| 76      | Sérvia                 | 73                             |
| 77      | Jordânia               | 72                             |
| 78      | Cazaquistão            | 62                             |
| 79      | El Salvador            | 61                             |
| 80      | Estónia                | 60                             |
| 81      | Honduras               | 58                             |
| 82      | Quênia                 | 57                             |
| 83      | Lituânia               | 57                             |
| 84      | Ucrânia                | 55                             |
| 85      | Letônia                | 53                             |
| 86      | Myanmar                | 52                             |
| 87      | Azerbaijão             | 52                             |
| 88      | Geórgia                | 49                             |
| 89      | Malta                  | 49                             |
| 90      | Bolívia                | 48                             |
| 91      | Bahamas                | 45                             |
| 92      | Bósnia e Herzegovina   | 40                             |
| 93      | Paraguai               | 38                             |
| 94      | Albânia                | 37                             |
| 95      | Turquemenistão         | 37                             |
| 96      | Nepal                  | 35                             |
| 97      | Ilhas Maurícias        | 34                             |
| 98      | Costa do Marfim        | 34                             |
| 99      | Camboja                | 33                             |
| 100     | Papua-Nova Guiné       | 28                             |